# Philippe Noguès
Philippe Noguès (né le 7 mai 1955 à Malestroit) est un homme politique français membre du parti Place publique (parti politique). Il est élu conseiller municipal d'Inzinzac-Lochrist en mars 2008. De 2008 à 2012, il est adjoint au maire chargé de la Communication et de la Citoyenneté. Il est élu député le 17 juin 2012 pour la XIVe législature (2012-2017), dans la 6e circonscription du Morbihan.

## Biographie
Philippe Noguès naît le 7 mai 1955 à Malestroit dans le Morbihan. Il grandit dans une « famille bretonne catho de cinq enfants ». Il est marié et a une fille, Claire.

## Carrière professionnelle
Il abandonne ses études au moment de passer son bac en 1973. Il parcourt ensuite la France et l'Europe, vivant de « petits boulots ». A 26 ans, il entre chez Philip Morris comme employé, puis devient cadre commercial. En 2007, il adhère à la CFDT et crée une section d'entreprise, puis est désigné délégué syndical.

## Parcours politique

### Débuts
Philippe Noguès adhère au Parti Socialiste le 1er avril 2006. S'il est s'est toujours défini comme étant « un homme de gauche », c'est finalement à l'âge de 50 qu'il décide de prendre sa carte dans un parti politique, le Parti Socialiste ayant lancé en 2006 une grande campagne d'adhésions à 20€, avant la désignation de son candidat à l'élection présidentielle de 2007 par ses militants. A l'occasion de cette désignation, Philippe Noguès, regrettant que Lionel Jospin ne soit pas candidat, décide de soutenir la candidature de Dominique Strauss-Kahn.

### Conseiller municipal d'Inzinzac-Lochrist
Philippe Noguès est sollicité en 2007 par Jean-Pierre Bageot, Maire d'Inzinzac-Lochrist, afin de travailler sur la thématique de la démocratie locale. La liste de Jean-Pierre Bageot est élue, et Philippe Noguès est élu adjoint au maire chargé de la communication et de la citoyenneté par le conseil municipal. Philippe Noguès met en place un « Observatoire de la vie citoyenne », et il est, entre autres, à l’initiative des conseils de quartiers d’Inzinzac-Lochrist.

### Député
Désigné candidat PS pour les législatives dans la 6e circonscription du Morbihan, il remporte les élections le 17 juin 2012 avec 51,48 % des voix au second tour, battant à l’occasion un député UMP en place depuis 1993.
Défenseur du principe de non-cumul des mandats, il démissionne de son poste d’adjoint au maire d’Inzinzac-Lochrist en septembre 2012. En 2014, il se représente aux municipales dans cette même commune ; la liste d'union de la gauche sur laquelle il est candidat est battue. Gérée par les socialistes depuis soixante ans, la ville bascule à droite.
Le 24 juin 2015, il annonce quitter le PS et le groupe socialiste, critiquant le président du groupe Bruno Le Roux (« Bruno Le Roux est un véritable problème au sein du groupe. Il a une vision caporaliste de sa mission. Il ne supporte pas le débat, les contestataires. Il a créé une atmosphère détestable au sein du groupe ») et arguant que « la ligne social-libérale a gagné ». Son départ est accueilli avec une quasi-satisfaction par Bruno Le Roux, président du groupe socialiste à l'Assemblée nationale. Il ne sera pas suivi par d'autres députés, les frondeurs ayant tenté de le dissuader dans son geste. Il siège depuis dans le groupe des députés non inscrits.
À nouveau candidat aux élections législatives de 2017, il échoue à retrouver son siège au premier tour, avec 10,70 % des suffrages exprimés.

### Élections municipales de 2020
Le 6 novembre 2018, Philippe Noguès déclare sa candidature aux élections municipales d'Inzinzac-Lochrist. Il fonde avec plusieurs personnes, dont Francette Chauloux, élue d'opposition et ancienne adjointe à la culture, l'association « Inzinzac-Lochrist, Alternative 2020 ». Le 23 janvier 2020, Philippe Noguès dévoile sa liste dans le cadre des élections municipales.
Philippe Noguès et la liste « Inzinzac-Lochrist, Alternative 2020 » obtiennent le soutien de Joël Labbé, sénateur écologiste du Morbihan, dans le cadre de la campagne électorale.
Sa liste perd les élections en rassemblant 24,59 % des suffrages, loin derrière la liste d’Armelle Nicolas (53,27 %).
Il rejoint en 2025 le parti de Raphaël Glucksmann, Place publique.

## Prises de position
Lors des primaires socialistes de 2006, il soutient la candidature de Dominique Strauss-Kahn. En 2011, Philippe Noguès annonce son soutien à Martine Aubry lors des primaires socialistes pour la campagne présidentielle de 2012. Lors du congrès de Poitiers début juin 2015, il soutient la motion B ayant comme premier signataire le député Christian Paul.
À partir d'avril 2014 et jusqu'à sa démission du PS il prend part au groupe des « frondeurs » parmi les députés socialistes. Il ne vote pas la confiance au Premier Ministre le 8 avril 2014 s'abstient ou vote contre sur plusieurs textes de lois budgétaires, et vote contre la loi sur le renseignement.
Dans sa circonscription, il se mobilise pour le maintien de l'hôpital de Guéméné-sur-Scorff. Il approuve la décision prise par la CGT de signer l'accord de compétitivité  à la Fonderie de Bretagne à Caudan (filiale de Renault), ce qui lui vaut d'être hué par des militants NPA à la fête de l'humanité de Lorient en 2013.
Il s'oppose aux Bonnets Rouges. Lors du redécoupage des régions, il propose dans la presse la création d'une Assemblée de Bretagne à 5 départements dans le cadre d'une région Bretagne-Loire, mais dépose cependant à l'Assemblée nationale des amendements pour une fusion des régions Bretagne et Pays-de-la-Loire au motif que « le rapprochement des deux régions est conforme aux souhaits des habitants ». 
Lors des élections régionales de décembre 2015, il apporte pour le premier tour, son soutien à la liste « Écologiste, citoyenne et solidaire » menée par René Louail en Bretagne.

## Publications
2013 : Responsabilité sociale des entreprises : concilier démocratie sociale, écologie et compétitivité - Fondation Jean-Jaurès

## Mandats

### Anciens mandats
- Adjoint au maire d'Inzinzac-Lochrist (mars 2008 - septembre 2012)
- Conseiller municipal de la mairie de Inzinzac-Lochrist (2008-2014)
- Député de la 6e circonscription du Morbihan (Cantons d’Hennebont, de Pont-Scorff, de Plouay, de Guémené-sur-Scorff, du Faouët, de Cléguérec et de Gourin) : 20 juin 2012 - 21 juin 2017